# Adolf Hoff (Unternehmer)
Adolf Hoff (* 1867 in Frankfurt am Main; † 1943) war ein deutscher Kaufmann, Handelsrichter und Aufsichtsratsvorsitzender.

## Leben

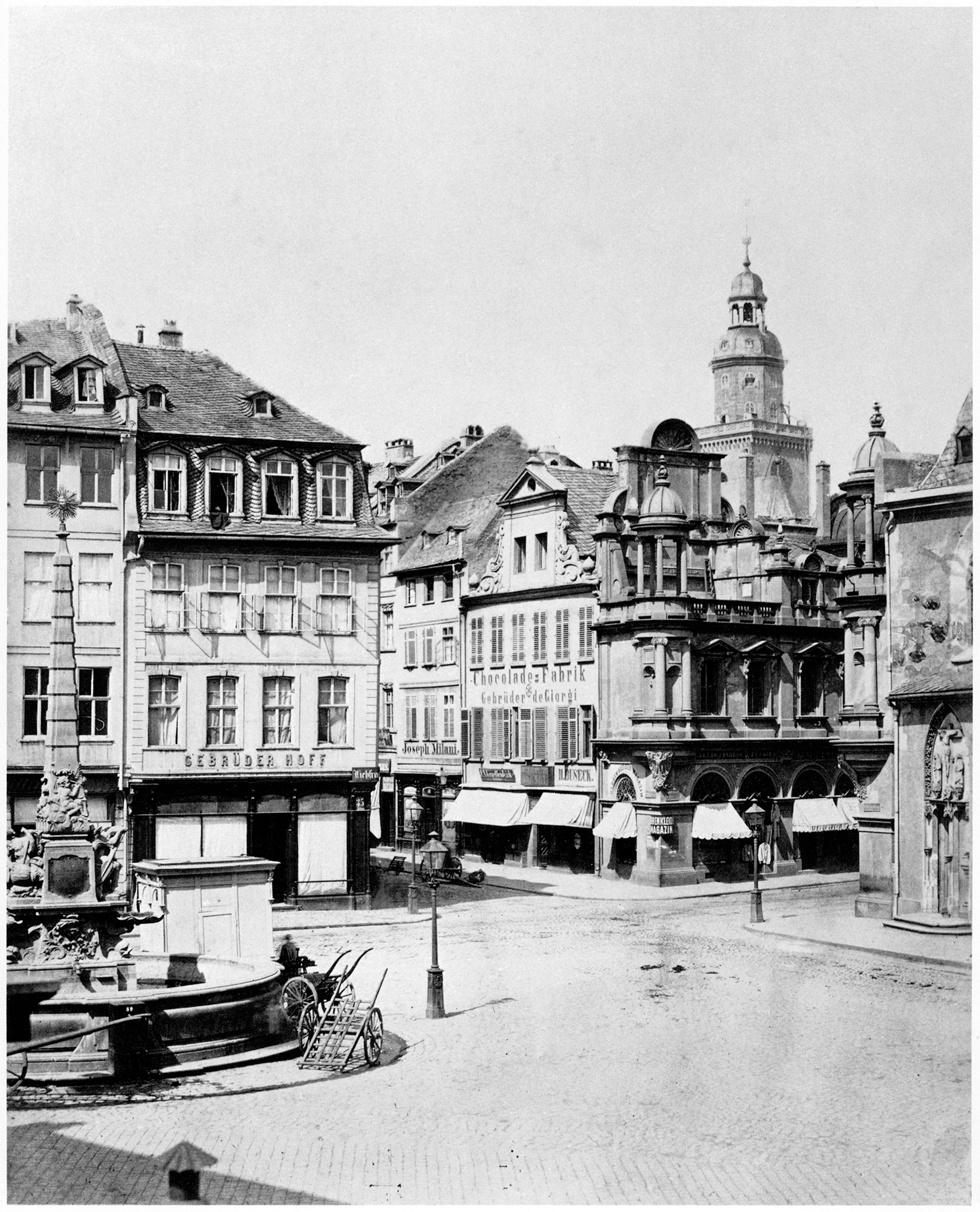
Ehemaliges Geschäftshaus der Seidenfirma Gebrüder Hoff in Frankfurt/M. am Liebfrauenberg (1873)

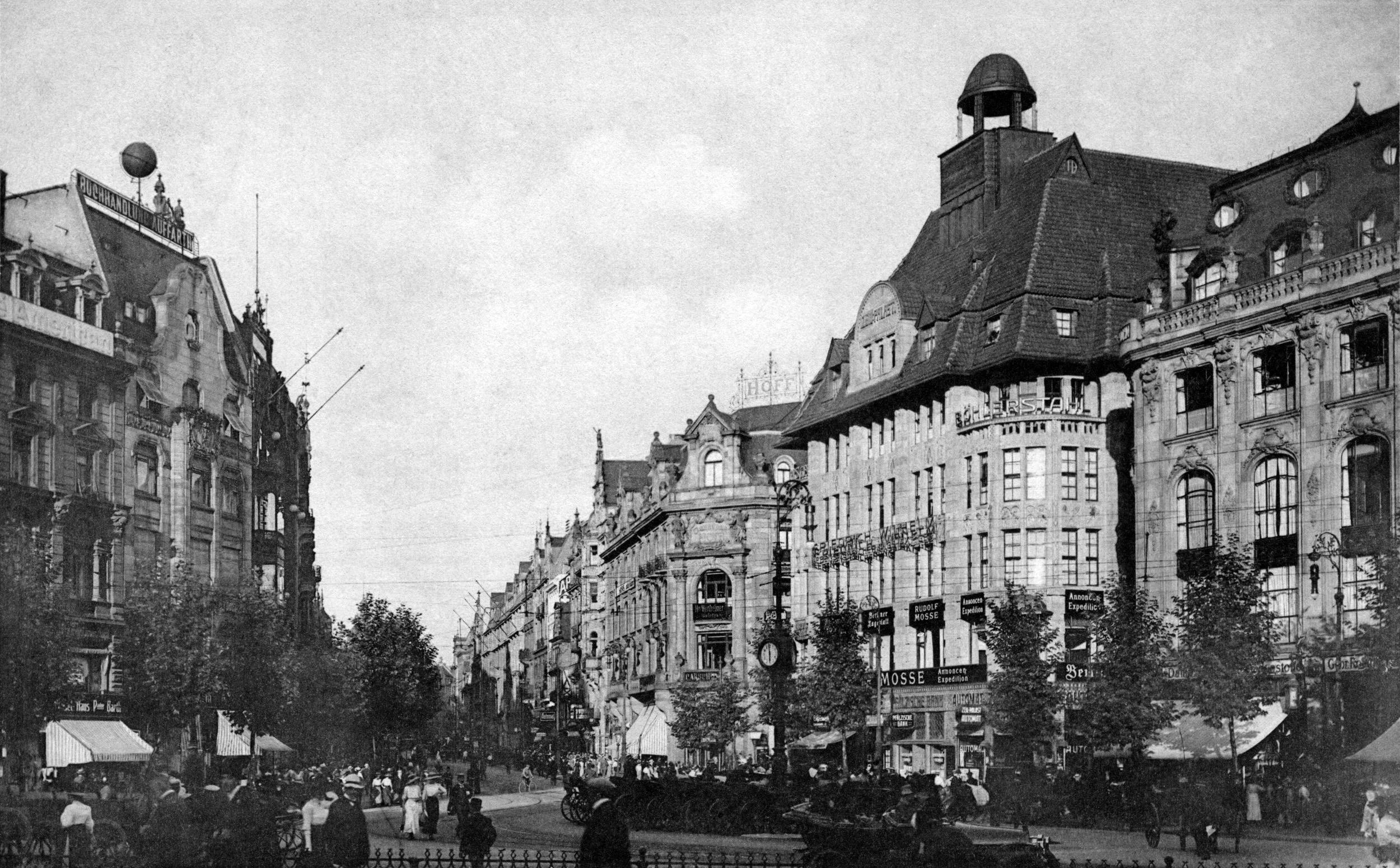
Das neue Kaufhaus Hoff, mit Namensschild auf dem Dach, Frankfurt/M., Liebfrauenstraße/Ecke Zeil (1910)

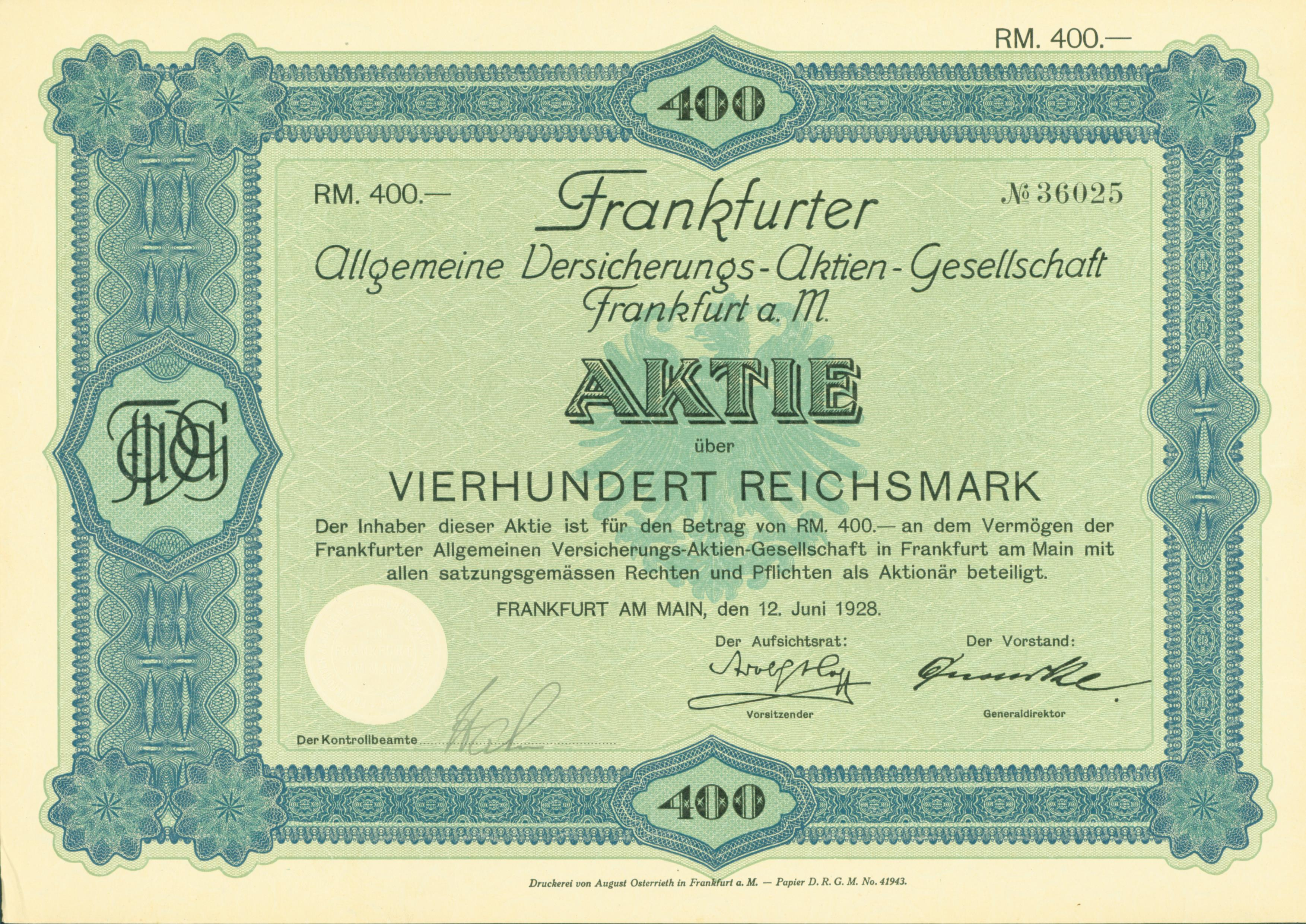
Aktie über 400 RM der Frankfurter Allgemeine Versicherungs-AG vom 12. Juni 1928

Hoff war gebürtiger Frankfurter. Mit seinem Bruder Alfred erbte er die 1825 gegründeten Firma Gebr. Hoff. Ab 1903 war er als Kaufmann und Handelsrichter tätig, sowie Mitglied der Frankfurter Geographischen Gesellschaft. 1905 wurde in Frankfurt das neu gebaute Kaufhaus Hoff an der Liebfrauenstraße/Ecke Zeil eröffnet. 1911 wurde er in Frankfurt als Handelsrichter bestätigt.
1915 war er Mitglied des Aufsichtsrats der Frankfurter Lebensversicherung A.-G. (FAVAG) und der Allgemeine Versicherungsgesellschaft zu Frankfurt am Main. Ab 1924 war er Aufsichtsratsvorsitzender. 1925 wurde das Kaufhaus Hoff an Paul Carsch übergeben.
Im Zuge des FAVAG-Skandals, welcher 1929 den Zusammenbruch der FAVAG bedeutete, wurde Hoff deutschlandweit bekannt. Im Zuge dieses Skandals kam es zu einer Ermittlung und zu einem Prozess. In der Gerichtsverhandlung wurde er im Oktober 1931 als Vorsitzender des Aufsichtsrates der FAVAG, ein Amt, das er bis Dezember 1929 bekleidete, vernommen. Im Zuge des Prozesses wurde vor allem durch die sozialdemokratische Presse kein positives Bild des Angeklagten gezeichnet. Er hatte ohne Prüfung die Dokumente, bestehend aus vier Schreibmaschinenseiten, welche ihm  der Generaldirektor der FVAG Paul Dumcke vorlegte, unterschrieben.
Hoff war zudem Mitglied zahlreicher Aufsichtsräte, u. a. der Aachen-Leipziger Versicherungsgesellschaft, Aufsichtsratsvorsitzender der Frankfurter Volksbank, Vorsitzender des Aufsichtsrates der Andreae-Noris Zahn A.-G. und Aufsichtsratsmitglied des Bankhauses Metzler (1941).